# Донские аланы
Донские аланы (асы) — группа алан, ассоциируемая с салтово-маяцкой культурой (лесостепным вариантом) среднего Подонья 2 четв. VIII — X веков. По-видимому, их ближайшими соседями были донские славяне.
Часть историков, опираясь на различение алан и асов у восточных авторов, в т. ч. Джувейни, считают их разными народами. При этом асы могут локализовываться либо тоже на Северном Кавказе, либо на среднем Дону.
В русских летописях упоминаются ясы в бассейне верхнего Дона. В 1028 г., согласно поздней Никоновской летописи, князь Ярослав Мудрый «ходи на ясы и взя их». Под 1116 годом Ипатьевская летопись сообщает: В се же лето посла Володимера сына своего Ярополка, а Давыд сына своего Всеволода, на Дон, и взяша три грады: Сугров, Шарукан, Балин. Тогда же Ярополк приведе себе жену, красну вельми, Ясьского князя дщерь полонив. Всеволод Большое Гнездо и Мстислав Святославич (князь черниговский) также были женаты на ясских княжнах.
Во время монголо-татарского нашествия часть ясов потеряла независимость, другая часть ушла в Венгрию (Паннонию) (см. ясы). О действиях асов совместно с половцами Бачмана в 1236 году сообщает Рашид ад-Дин, асский князь Качир-укулэ был убит. Донские аланы, вероятно, были в союзе  с волжскими булгарами в 1223 и с Бачманом против монголов в 1238 году.